# Bill Clegg
Pour les articles homonymes, voir Clegg.
Bill Clegg, né en 1970, est un écrivain et agent littéraire américain.

## Œuvres
- Portrait of an Addict as a Young Man (2010)

- traduit en français sous le titre Portrait d'un fumeur de crack en jeune homme par Laure Manceau, Nimes, France, Éditions Jacqueline Chambon, 2010, 252 p.  (ISBN 978-2-07-014875-2)
- Ninety Days: a memoir (2012)

- traduit en français sous le titre 90 jours. Récit d'une guérison par Laure Manceau, Nimes, France, Éditions Jacqueline Chambon, 2012, 185 p.  (ISBN 978-2-330-01265-6)
- Did You Ever Have a Family: a novel (2015)[3]

- traduit en français sous le titre Et toi, tu as eu une famille ? par Sylvie Schneiter, Paris, Éditions Gallimard, coll. « Du monde entier », 2016, 288 p.  (ISBN 978-2-07-014875-2)

## Cinéma
- Keep the Lights On, d’Ira Sachs, 2012 : scénario d'après Portrait of an Addict as a Young Man